# Gesamtkunstwerk

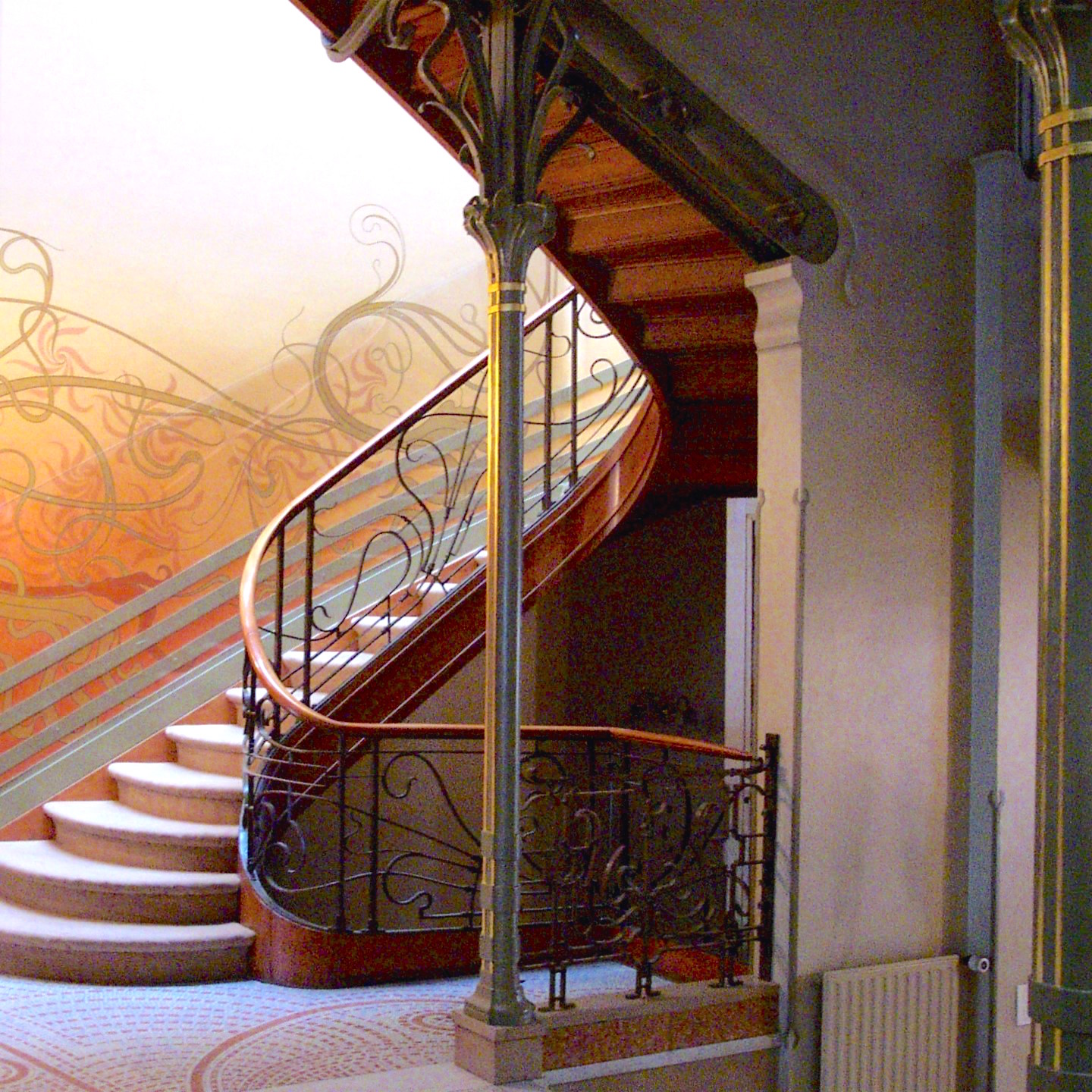
Escadaria da Casa Tassel, um dos primeiros exemplos de gesamtkunstwerk.

Um gesamtkunstwerk, ou em português, obra de arte total, é um conceito estético oriundo do romantismo alemão do século XIX. Geralmente associado ao compositor alemão Richard Wagner, o termo refere-se à conjugação de diversas formas de arte, como música, teatro, canto, dança e artes plásticas, em uma única obra de arte. Wagner acreditava que, na antiga tragédia grega, esses elementos estavam unidos, mas, em algum momento, separaram-se. O compositor criticava o estado da ópera do seu tempo, em que toda ênfase era dada à música, em detrimento da qualidade do drama.
O termo é usado com frequência, principalmente na Alemanha, para descrever qualquer integração de diferentes formas de expressão artística.
Na construção de seu teatro em Bayreuth, Wagner deu grande importância a elementos que proporcionassem ao público uma total imersão no mundo da ópera — como o escurecimento do teatro, efeitos sonoros, rebaixamento da orquestra e reposicionamento dos assentos para focar a atenção no palco. Esses conceitos foram revolucionários na época e hoje fazem parte da maioria das produções operísticas.

## Desenvolvimento
O termo foi criado pelo escritor e filósofo alemão K. F. E. Trahndorff em seu ensaio Ästhetik oder Lehre von Weltanschauung und Kunst ('Estética, ou Doutrina de Visão de Mundo e Arte'), publicado em 1827. O compositor de ópera Richard Wagner usou o termo em dois ensaios de 1849, e o termo agora é associado principalmente a seus ideais estéticos.
No século XX, alguns escritos aplicaram o termo a algumas formas de arquitetura, enquanto outros o utilizaram em análises de filmes e meios de comunicação em massa.

## Na arquitetura
Alguns teóricos da arquitetura utilizaram o termo Gesamtkunstwerk para significar circunstâncias em que um arquiteto é responsável pela totalidade de uma construção: forma, decorações, e paisagem. O termo em si só foi utilizado no contexto da arquitetura no século XX; mas já na era do Renascimento, artistas não viam uma separação estrita entre arquitetura, design de interiores, escultura, pintura e engenharia.

O historiador Robert L. Delevoy propôs que a Art Nouveau, representando uma tendência essencialmente decorativa, impulsionou a ideia do Gesamtkunstwerk arquitetônico.